# 프랑스의 과학자 목록
이 문서는 프랑스 과학자의 목록 문서이다. 성(family name)의 알파벳 순으로 정렬되어 있다.

## A–F
- 장 르 롱 달랑베르, 수학자, 기계공학자, 물리학자, 철학자
- 앙드레마리 앙페르, 물리학자,수학자
- 앙리 베크렐, 물리학자, 노벨상 수상자
- 클로드 베르나르, 생리학자
- 폴 브로카, 내과 의사, 외과 의사, 해부학자, 인류학자
- 알베르 칼메트, 내과 의사, 세균학자, 면역학자
- 니콜라 레오나르 사디 카르노, 물리학자, 군사 공학자
- 앙리 카르탕, 수학자
- 오귀스탱 루이 코시, 수학자, 물리학자
- 장프랑수아 샹폴리옹, 언어학자
- 조르주 샤르파크, 물리학자, 노벨상 수상자(1992년)
- 샤틀레 후작부인 에밀리 드 브르퇴유
- 알랭 콘, 수학자; 필즈상 수상자(1982)
- 샤를 드 쿨롱, 물리학자
- 마리 퀴리, 물리학자, 화학자
- 피에르 퀴리, 물리학자, 화학자
- 조르주 퀴비에
- 지라르 데자르그, 수학자
- 르네 데카르트, 과학자, 철학자
- 장바티스트 뒤마
- 피에르 포샤르, 치의학자
- 피에르 드 페르마, 수학자
- 조제프 푸리에, 수학자, 물리학자
- 오귀스탱 장 프레넬, 물리학자

## G–M
- 피에르 가상디, 철학자, 수학자
- 피에르질 드 젠, 물리학자, 노벨상 수상자(1991)
- 에바리스트 갈루아, 수학자
- 카미유 게랭, 생물학자
- 알렉산더 그로텐디크, 수학자; 필즈상 수상자(1966), 독일 출생
- 조제프이냐스 기요탱
- 자크 아다마르, 수학자
- 샤를 에르미트, 수학자
- 이렌 졸리오퀴리, 물리학자, 노벨상 수상자
- 프레데리크 졸리오퀴리, 물리학자, 노벨상 수상자(1935)
- 가스통 쥘리아, 수학자
- 로랑 라포르그, 수학자; 필즈상 수상자(2002)
- 조제프루이 라그랑주, 수학자
- 장바티스트 라마르크
- 폴 랑주뱅, 물리학자
- 피에르시몽 라플라스, 수학자, 물리학자
- 앙투안 라부아지에
- 클로드 레비스트로스, 인류학자
- 피에르루이 리옹, 수학자; 필즈상 수상자(1994)
- 에드몽 로카르, 포렌식 과학의 선구자
- 브누아 망델브로, 수학자
- 피에르 루이 모페르튀이
- 마랭 메르센, 수학자
- 쥘 미슐레, 역사가
- 아브라암 드무아브르, 수학자
- 자크 모노, 생물학자, 노벨상 수상자(1965)

## N–Z
- 루이 네엘, 물리학자, 노벨상 수상자(1970)
- 폴 팽르베, 수학자
- 드니 파팽, 물리학자, 수학자,  발명가
- 블레즈 파스칼, 수학자  철학자
- 루이 파스퇴르, 미생물학자, 화학자
- 앙리 푸앵카레, 수학자  물리학자
- 시메옹 드니 푸아송, 수학자  물리학자
- 미셸 롤, 수학자
- 로랑 슈바르츠, 수학자; 필즈상 수상자(1950)
- 장피에르 세르, 수학자; 필즈상 수상자(1954)
- 알베르 소불, 역사가
- 르네 톰, 수학자; 필즈상 수상자(1958)
- 프랑수아 비에트, 수학자
- 벤델린 베르너, 수학자; 필즈상 수상자(2006), 독일 출생
- 장크리스토프 요코즈, 수학자; 필즈상 수상자(1994)

## 같이 보기
- 과학자의 목록